# Challenger de Roseto degli Abruzzi 2022
El torneo Challenger di Roseto degli Abruzzi 2022 fue un torneo de tenis perteneció al ATP Challenger Tour 2022 en la categoría Challenger 80. Se trató de la 1.ª edición, el torneo tuvo lugar en la ciudad de Roseto degli Abruzzi (Italia), desde el 07 hasta el 13 de marzo de 2022 sobre pista de tierra batida al aire libre.

## Jugadores participantes del cuadro de individuales
| Favorito | País                  | Jugador                 | Rank1 | Posición en el torneo |
| -------- | --------------------- | ----------------------- | ----- | --------------------- |
| 1        | Bandera de España     | Carlos Taberner         | 107   | CAMPEÓN               |
| 2        | Bandera de Italia     | Stefano Travaglia       | 111   | Primera ronda, retiro |
| 3        | Bandera de España     | Bernabé Zapata Miralles | 118   | Segunda ronda         |
| 4        | Bandera de Serbia     | Nikola Milojević        | 127   | Segunda ronda         |
| 5        | Bandera de Eslovaquia | Andrej Martin           | 128   | Primera ronda         |
| 6        | Bandera de Portugal   | Nuno Borges             | 165   | FINAL                 |
| 7        | Bandera de Italia     | Flavio Cobolli          | 178   | Semifinales           |
| 8        | Bandera de Italia     | Gian Marco Moroni       | 183   | Primera ronda         |

- 1 Se ha tomado en cuenta el ranking del 28 de febrero de 2022.

### Otros participantes
Los siguientes jugadores recibieron una invitación (wild card), por lo tanto ingresan directamente al cuadro principal (WC):
- Andrea Del Federico
- Francesco Maestrelli
- Francesco Passaro

Los siguientes jugadores ingresan al cuadro principal tras disputar el cuadro clasificatorio (Q):
- Matteo Arnaldi
- Luciano Darderi
- Alexis Gautier
- Carlos Gimeno Valero
- Calvin Hemery
- Nikolás Sánchez Izquierdo

## Campeones

### Individual Masculino
- Carlos Taberner derrotó en la final a  Nuno Borges, 6–2, 6–3

### Dobles Masculino
- Hugo Nys /  Jan Zieliński derrotaron en la final a  Roman Jebavý /  Philipp Oswald, 7–6(2), 4–6, [10–3]